# 李逸民
李逸民（1904年—1982年），原名叶书。浙江龙泉人，中国人民解放军将领、中国人民解放军开国少将。
1925年李逸民考入黄埔军官学校并在参加第二次东征中加入中国共产党。在黄埔毕业后，留校负责编辑《黄埔日刊》。大革命失败后，带领国民革命军第十一军二十四师教导队参加了南昌起义。后到上海担任中共江苏省委兵运委员会委员。1928年春被捕，判处无期徒刑。1937年秋出狱，辗转到达延安，在中国人民抗日军政大学学习，旋任本校政治教员，后又担任抗大党务科长，抗大三分校政治部主任，中央情报部一局局长，陕北公学副校长等职。中共“七大”以后，担任冀热辽军区政治部宣传部长、军调三人小组执行部第二十六小组中共代表。国民党挑起内战后，他到东北，先后任黑龙江三地委常委兼组织部长、社会部长，东北局检查委员会委员，东北人民政府财经计划委员会常务委员兼秘书长等职，为巩固东北根据地，支援解放战争的胜利做出贡献。中华人民共和国成立后，历任公安军政治部副主任、总参谋部警备部副部长兼政治部主任，军委直属队政治部主任。1955年，授予中国人民解放军少将。后任《解放军报》总编辑，总政治部文化部长。